# غريغ جيرارد
غريغ جيرارد هو مصور كندي، ولد في 1955 في فانكوفر في كندا.